# Белуїздад (футбольний клуб)
Футбольний клуб «Белуїздад» (араб. الشباب الرياضي لبلوزداد) — алжирський професійний футбольний клуб, який базується в місті Алжирі. Клуб був заснований у 1962 році, відразу після проголошення незалежності Алжиру, та грає домашні матчі на стадіоні «20 серпня 1955» місткістю 20 тисяч глядачів. «Белуїздад» грає в Алжирській Професіональній Лізі 1, найвищому футбольному дивізіоні країни. Клуб є одним із найтитулованіших у країні, разом із своїми принциповими суперниками «Хуссейн Дей», «УСМ Алжир» та «МК Алжир». «Белуїздад» 10 разів ставав чемпіоном країни, та 9 разів вигравав Кубок Алжиру.

## Титули і досягнення
- Чемпіон Алжиру (10): 1964—1965, 1965—1966, 1968—1969, 1969—1970, 1999—2000, 2000—2001, 2019—2020, 2020—2021, 2021—2022, 2022—2023
- Володар Кубка Алжиру (9): 1965—1966, 1968—1969, 1969–70, 1977—1978, 1994—1995, 2008—2009, 2016—2017, 2018—2019, 2023—2024
- Володар Суперкубка Алжиру (2): 1995, 2019
- Володар Кубка ліги Алжиру (1): 1999—2000